# Maggie Moore(s)
Maggie Moore(s) és una pel·lícula de misteri de comèdia negra nord-americana del 2023 dirigida per John Slattery i escrita per Paul Bernbaum. És protagonitzada per Jon Hamm, Nick Mohammed i Tina Fey. Ha estat subtitulada al català.

## Sinopsi
El cap de policia d’un poble petit investiga els estranys assassinats de dues dones amb el mateix nom, amb pocs dies de diferència.

## Repartiment
- Jon Hamm com a Jordan Sanders
- Tina Fey com a Rita Grace
- Micah Stock com a Jay Moore
- Nick Mohammed com a Deputy Reddy
- Happy Anderson com a Kosco
- Mary Holland com a Maggie Lee Moore

## Producció
John Slattery va dirigir la pel·lícula a partir d'un guió de Paul Bernbaum. Slattery produït amb Vincent Newman, Ross Kohn, Nancy Leopardi, Dan Reardon i Santosh Govindaraju. Screen Media va adquirir els drets de distribució a Amèrica del Nord el febrer de 2023.
El rodatge va començar a Albuquerque, Nou Mèxic i als seus voltants, l'octubre de 2021, va acabar al novembre de 2021.